# زمین‌لرزه ۱۱۵۷ کاشان
شهر کاشان در مجاورت آران و بیدگل در ایران درست قبل از سپیده‌دم ۲۴ آذر ۱۱۵۷ برابر با ۱۵ دسامبر ۱۷۷۸ توسط زمین‌لرزه‌ای بزرگ آسیب دید. بزرگی این زمین لرزه ۶٫۲ ریشتر برآورد شده‌است. خسارات گسترده‌ای در نواحی اطراف شهر وارد شد و اکثر ساختمان‌ها ویران شدند. وسعت این زمین لرزه بسیار زیاد بود در حدی که تقریبا تمام مناطق تحت پوشش کاشان گرفتار شدند و  بیش از ۸٬۰۰۰ نفر کشته شدند.

## زمین‌لرزه
بزرگی این زمین لرزه ۶٫۲ ریشتر برآورد شده‌است. گسیختگی در امتداد قطعه کاشان از گسل قم-زفره نسبت داده شده‌است. پس از لرزه اصلی، پس‌لرزه‌های متوالی پیش آمد که حدود یک ماه ادامه یافت.

## خسارت
منطقه آسیب تا شمال سن سن و تا جنوب قهرود گسترش یافت. بیشتر خانه‌ها و دیگر بناهای کاشان ویران شدند. بازار و مسجد جامع کاشان به شدت آسیب دید، هرچند که مناره آجری آن باقی ماند. منابع آب نیز در این منطقه به شدت آسیب دیدند.

## تلفات
حداقل ۸٬۰۰۰ تلفات در نتیجه این زلزله ثبت شده‌است. تعداد تلفات با شیوع وبا بیشتر شد.

## پیامد
بازسازی کاشان بلافاصله پس از زلزله به دستور کریم خان زند آغاز شد تا از مهاجرت دسته جمعی بازماندگان جلوگیری شود. بازار جدیدی به دستور عبدالرزاق خان، چهارمین والی کاشان، مستقیماً در زیرزمین بنای قدیمی ساخته شد و مسجد جامع کاشان و بسیاری از بناهای عمومی دیگر به‌طور گسترده بازسازی شدند.